# Stutereigraben
Der Stutereigraben ist ein rechter Zufluss des Großen Fließes in Brandenburg.
Der Graben entspringt westlich von Maiberg, einem Wohnplatz im Ortsteil Döbbrick der Stadt Cottbus. Nördlich fließt der Hammergraben, südlich die Spree jeweils in Ost-West-Richtung. Westlich von Fehrow fließt von Norden der Mittelgraben zu, kurz vor Schmogrow von beiden Seiten das Brennnesselfließ. Etwa in Höhe des Nordumfluters der Spree entwässert der Graben in das Große Fließ.